# Constitución de Ecuador de 1979
La Constitución de Ecuador de 1978 fue la decimoctava constitución que rigió en la República del Ecuador. Esta constitución fue la primera en establecerse luego del retorno del país al ejercicio democrático de poderes, a partir de la decisión de la salida del poder por partes de las juntas militares.
El texto constitucional fue sometido a referéndum el 15 de enero de 1978, en la cual se decidió entre un texto con base en la Constitución de 1945 y un texto totalmente nuevo. En el referéndum ganó la opción del texto nuevo, y fue publicada en el Registro Oficial el 27 de marzo de 1979. Tras la promulgación de esta constitución, se desarrollaron las elecciones presidenciales en las cuales resultó elegido Jaime Roldós Aguilera, y a partir de la toma de posesión del cargo por parte de este, el 10 de agosto del mismo año, empezó a regir la Constitución, hasta el 10 de agosto de 1998.

## Historia
Tras la caída definitiva de José María Velasco Ibarra, se instauró el régimen militar dictatorial del general Guillermo Rodríguez Lara a partir del 15 de febrero de 1972. En el gobierno de Rodríguez Lara se abolió la constitución de 1966, y se reinstauró —por motivos ideológicos y nacionalistas— la constitución de 1945 que se había redactado luego de la Revolución del 28 de mayo. Al finalizar el gobierno de facto de Rodríguez Lara, asumió el control del Estado una junta militar denominada «Consejo Supremo de Gobierno» desde el 11 de enero de 1976, que se estableció con el objetivo de devolver el poder político a los civiles, teniendo previamente una etapa de transición.
El Consejo Supremo de Gobierno tomó una política represiva en contra de varias protestas civiles. La comunidad internacional presionó al gobierno militar para que viabilice el retorno a la democracia, con lo cual se designaron tres comisiones jurídicas: la primera con la misión de redactar un nuevo texto constitucional, la segunda con el objetivo de plantear reformas a la constitución de 1945, y la tercera para que reestructure el sistema de partidos. Se decretó la Ley de Referéndum y posteriormente se creó el Tribunal Supremo del Referéndum, el cual convocó para el 15 de enero de 1978 una «consulta popular» para que el pueblo decida entre el nuevo texto constitucional o la reforma de la constitución de 1945. Los resultados oficiales determinaron que la opción A -correspondiente al nuevo texto constitucional- ganó con un apoyo del 43%, frente al 32% de apoyo hacia la opción B (constitución de 1945 reformada).
La Junta Militar decretó que el nuevo texto constitucional entraría en vigencia el mismo día de posesión del futuro presidente de la República. También se decretó la Ley de Elecciones, redactada por la Comisión Jurídica de Civiles que nombró la propia dictadura. En dicha ley se impidió participar en las elecciones a los políticos José María Velasco Ibarra, Carlos Julio Arosemena Monroy y Assad Bucaram. 
Las elecciones presidenciales se desarrollaron en su primera vuelta el 16 de julio de 1978, en la cual quedó en primer lugar Jaime Roldós Aguilera con 27.70% de votos válidos, y en segundo lugar Sixto Durán Ballén con 23.9%. El balotaje se realizó al año siguiente, el 29 de abril de 1979, en la cual ganó oficialmente las elecciones el doctor Jaime Roldós Aguilera con un apoyo de 68.49% de los votos válidos.
Jaime Roldós tomó posesión de su cargo como presidente de la República el 10 de agosto de 1979, y el mismo día entró en vigencia la Constitución aprobada en referéndum el año pasado.

## Integrantes de las Comisiones de Reestructuración Jurídica del Estado

### Primera Comisión
Estos son los integrantes de la comisión que elaboró el texto de la Constitución de 1978:
| Integrantes | Integrantes                         | Integrantes                         | Partido / Institución                                         |
| ----------- | ----------------------------------- | ----------------------------------- | ------------------------------------------------------------- |
|             |                                     | Carlos Cueva Tamariz (Presidente)   | Partido Socialista Ecuatoriano                                |
|             | Galo García Feraud (Vicepresidente) | Galo García Feraud (Vicepresidente) | Independiente                                                 |
|             | José Hanna Musse                    | José Hanna Musse                    | Acción Popular Revolucionaria Ecuatoriana                     |
|             | Federico Veintimilla Salcedo        | Federico Veintimilla Salcedo        | Acción Revolucionaria Nacionalista Ecuatoriana                |
|             | Carlos Larreategui Mendieta         | Carlos Larreategui Mendieta         | Cámara de la Producción Ecuatoriana                           |
|             |                                     | Fabián Alarcón Rivera               | Partido Patriótico Popular                                    |
|             | José Chávez Chávez                  | José Chávez Chávez                  | Confederación Ecuatoriana de Organizaciones Libres Sindicales |
|             | Julio Corral Borrero                | Julio Corral Borrero                | Independiente                                                 |
|             | Gonzalo Karolys Martínez            | Gonzalo Karolys Martínez            | Independiente                                                 |
|             | Mauricio Dávalos Guevara            | Mauricio Dávalos Guevara            | Partido Demócrata Cristiano                                   |
|             | Jorge Hugo Rengel Valdivieso        | Jorge Hugo Rengel Valdivieso        | Comisión de Legislación del Consejo Supremo de Gobierno       |

Fuente:

### Segunda Comisión
Estos son los integrantes de la comisión que elaboraron el texto de las Reformas a la Constitución de 1945:
| Integrantes | Integrantes                         | Integrantes                         | Partido / Institución                                   |
| ----------- | ----------------------------------- | ----------------------------------- | ------------------------------------------------------- |
|             | Ramiro Borja y Borja (Presidente)   | Ramiro Borja y Borja (Presidente)   | Independiente                                           |
|             | Carlos Feraud Blum (Vicepresidente) | Carlos Feraud Blum (Vicepresidente) | Independiente                                           |
|             |                                     | Jaime Roldós Aguilera               | Concentración de Fuerzas Populares                      |
|             | Alfonso Quijano Cobos               | Alfonso Quijano Cobos               | Unión Democrática Popular                               |
|             | Estuardo Gualle Bonilla             | Estuardo Gualle Bonilla             | Federación Ecuatoriana de lndios                        |
|             | Alejandro Aguilar Ruilova           | Alejandro Aguilar Ruilova           | Partido Republicano lndependiente                       |
|             | Gerardo Brborich Hidrovo            | Gerardo Brborich Hidrovo            | Asociación Ecuatoriana de Radiodifusión                 |
|             | Camilo Gallegos Domínguez           | Camilo Gallegos Domínguez           | Partido Liberal Radical Ecuatoriano                     |
|             | Francisco Salazar Alvarado          | Francisco Salazar Alvarado          | Partido Conservador Ecuatoriano                         |
|             | Vicente Ordeñana Trujillo           | Vicente Ordeñana Trujillo           | Independiente                                           |
|             | Miguel Ángel Cevallos Hidrovo       | Miguel Ángel Cevallos Hidrovo       | Comisión de Legislación del Consejo Supremo de Gobierno |

Fuente:

### Tercera Comisión
Estos son los integrantes de la comisión que elaboraron el texto de la nueva Ley de Partidos Políticos:
| Integrantes | Integrantes                               | Integrantes                               | Partido / Institución                          |
| ----------- | ----------------------------------------- | ----------------------------------------- | ---------------------------------------------- |
|             |                                           | Osvaldo Hurtado Larrea (Presidente)       | Partido Demócrata Cristiano                    |
|             | Carlos Estarellas Merino (Vicepresidente) | Carlos Estarellas Merino (Vicepresidente) | Independiente                                  |
|             | Carlos Ponce Martínez                     | Carlos Ponce Martínez                     | Partido Social Cristiano                       |
|             | Rodrigo Álvarez Sáa                       | Rodrigo Álvarez Sáa                       | Independiente                                  |
|             | José Vásquez Merlo                        | José Vásquez Merlo                        | Federación de Choferes                         |
|             | Cosme Ottati Raffone                      | Cosme Ottati Raffone                      | Federación de Ingenieros                       |
|             | Víctor Lloré Mosquera                     | Víctor Lloré Mosquera                     | Partido Socialista Ecuatoriano                 |
|             | Jorge Luna Yépes                          | Jorge Luna Yépes                          | Acción Revolucionaria Nacionalista Ecuatoriana |
|             |                                           | Lenin Rosero Cisneros                     | Movimiento Popular Democrático                 |
|             | Ricardo lzurieta Mora-Bowen               | Ricardo lzurieta Mora-Bowen               | Independiente                                  |
|             | Gonzalo González García                   | Gonzalo González García                   | Partido Socialista Ecuatoriano                 |

Fuente: